# Albertini Holness
Albertini Holness (ur. 6 marca 2000 roku) – piłkarz grający na pozycji bramkarza reprezentujący drużynę Cayman Athletic SC oraz narodową drużynę Kajmanów.

## Kariera reprezentacyjna
Albertini Holness reprezentował Kajmany w kategorii wiekowej U-20. 6 listopada 2018 roku zdobył bramkę z rzutu karnego w meczu przeciwko Gujanie U-20. Debiut w seniorskiej reprezentacji Kajmanów miał miejsce 31 maja 2019 roku w meczu z Kubą. Do dnia 6 października 2020 w narodowych barwach wystąpił 6 razy.